# Zeheba marginata
Zeheba marginata là một loài bướm đêm trong họ Geometridae.